# 파투 보조정리
실해석학에서 파투 보조정리(영어: Fatou’s lemma)는 가측 함수의 열의 하극한의 르베그 적분과 르베그 적분의 하극한 사이에 성립하는 부등식이다.

## 정의
파투 보조정리에 따르면, 측도 공간 {\displaystyle (X,\Sigma ,\mu )} 위의 임의의 음이 아닌 가측 함수의 열 {\displaystyle f_{n}\colon X\to ([0,\infty ],{\mathcal {B}}([0,\infty ]))}에 대하여, 다음이 성립한다.:23
{\displaystyle \int _{X}\liminf _{n\to \infty }f_{n}\mathrm {d} \mu \leq \liminf _{n\to \infty }\int _{X}f_{n}\mathrm {d} \mu }
여기서 {\displaystyle \liminf }는 하극한이다.
증명:
다음과 같은 가측 함수의 열을 정의하자.
{\displaystyle g_{n}\colon x\mapsto \inf _{k\geq n}f_{k}(x)}
그렇다면 각 {\displaystyle n\in \mathbb {N} } 및 {\displaystyle x\in X}에 대하여 {\displaystyle g_{n}(x)\leq f_{n}(x)}이므로
{\displaystyle \int _{X}g_{n}\mathrm {d} \mu \leq \int _{X}f_{n}\mathrm {d} \mu }
이다. 이제 단조 수렴 정리에 따르면,
{\displaystyle \int _{X}\liminf _{n\to \infty }f_{n}\mathrm {d} \mu =\int _{X}\lim _{n\to \infty }g_{n}\mathrm {d} \mu =\lim _{n\to \infty }\int _{X}g_{n}\mathrm {d} \mu \leq \liminf _{n\to \infty }\int _{X}f_{n}\mathrm {d} \mu }
을 얻어, 증명이 끝난다.

## 예

### 등식
만약 {\displaystyle f_{n}=c}이 같은 상수 함수의 열일 경우, 파투 보조정리는 등식이 된다.

### 부등식
실수선 {\displaystyle X=\mathbb {R} } 위의 보렐 시그마 대수 {\displaystyle \Sigma ={\mathcal {B}}(\mathbb {R} )}와 그 위의 르베그 측도 {\displaystyle \mu =\mu _{\operatorname {L} }}를 생각하자.
가측 함수열
{\displaystyle f_{n}=(1/n)1_{[n,\infty )}}
의 경우, 파투 보조정리의 좌변과 우변은 각각 0과 ∞이므로, 이는 등식이 아니다.
가측 함수열
{\displaystyle f_{n}=n1_{(0,1/n)}}
의 경우도 파투 보조정리는 엄격한 부등식 0<1이다.

## 역사
프랑스의 수학자 피에르 파투(프랑스어: Pierre Fatou)가 증명하였다.